# Yellow & Green
Yellow & Green es el tercer álbum de estudio de la banda estadounidense de metal progresivo Baroness. Fue publicado el 17 de julio de 2012 por el sello Relapse Records como un disco doble, dividido en dos partes tituladas Yellow y Green, y su grabación tuvo lugar a finales de 2011. Fue producido por John Congleton y se convirtió en el último álbum de estudio con el baterista Allen Blickle, quien abandonó la formación poco después. El disco marcó un cambio estilístico hacia composiciones más accesibles. Recibió elogios de la crítica especializada y figuró entre los mejores álbumes de metal del año para medios como Entertainment Weekly y Spin. Comercialmente, debutó en el puesto 30 del Billboard 200 y sus sencillos lograron posicionarse en listas de radio en Estados Unidos.

## Antecedentes
La banda se tomó un año sabático de las giras en 2011 para componer Yellow & Green. El álbum fue grabado en noviembre y diciembre de ese mismo año en los estudios Water Music, en Hoboken, Nueva Jersey, y Elmwood Studio, en Dallas, Texas. Es el segundo disco del grupo producido por John Congleton. Se trata también del último con el bajista original, Summer Welch, quien dejó la formación tras su lanzamiento; posteriormente, fue reemplazado por Matt Maggioni. También fue su último lanzamiento en contar con el baterista Allen Blickle, quien abandonó la agrupación tras un accidente de autobús ocurrido en 2012.

## Recepción

### Comentarios de la crítica
Yellow & Green fue bien recibido por la crítica especializada. En Metacritic, un agregador de reseñas que asigna una puntuación normalizada de hasta 100, obtuvo una calificación de 82 sobre 100 basada en 26 críticas profesionales, lo que indica una «aclamación universal». Tanto Entertainment Weekly como Spin lo nombraron como mejor álbum de metal del año 2012.
En su reseña para Pitchfork, Brandon Stosuy le otorgó una puntuación de 8.5 sobre 10 y lo describió como «un disco épico, pesado de una forma nueva». Añadió que ambas partes, Yellow y Green, «se reflejan elegantemente el uno al otro», y afirmó: «Cada uno se sostiene por sí solo como un documento poderoso; juntos, realmente merecen la palabra “épico”». Dean Brown, de PopMatters, lo calificó con un 9 de 10, y escribió: «Este lanzamiento es la encarnación de la música del alma, no en el sentido musical del término, sino más bien en un sentido literal». Más adelante añadió: «Este disco doble puede que no conecte con quienes no estén dispuestos a crecer junto a Baroness, pero para quienes estén abiertos a apoyar a una banda progresiva en su exploración egoísta de sus capacidades musicales, denle el tiempo suficiente a Yellow & Green para que les revele su alma». Por su parte, Christopher Weingarten, de Spin, afirmó: «Por sí solo, el Yellow de 40 minutos es el segundo mejor álbum de metal surgido de la comunidad de Georgia empapada en lodo, afinaciones graves y costras punk», solo por detrás de Leviathan, de Mastodon. Le otorgó también un 9 de 10 y concluyó: «Con Yellow & Green, [Baroness] se presentan más inteligentes, extraños y mejores que cualquier otra banda de metal de este año».
J. Edward Keyes, de Rolling Stone, le otorgó una puntuación de 3.5 sobre 5 y lo describió como «el disco más accesible» de la banda hasta la fecha. Comentó: «Los bordes están más pulidos y los estribillos son más marcados que antes, pero siguen siendo tan feroces y descontrolados como siempre. Yellow es más inmediato… Green es más artístico, con guitarras vaporosas que se extienden sobre voces casi monásticas. En conjunto, resulta en una épica de hard rock apasionante». En su reseña para The A.V. Club, Ryan Reed calificó el trabajo con una B-. Si bien señaló que es «casi inevitablemente desmesurado», también afirmó: «Está repleto de momentos destacados... Hay una abundancia de buenas ideas aquí, todas perseguidas sin temor. Para la próxima, la banda solo necesita contratar a un editor». Por último, Jon Hadusek, de Consequence, le dio una nota B y escribió: «Baroness posee un agudo sentido de la melodía, una composición impredecible y una visión clara para su obra. Yellow & Green encapsula todo eso, y por lo tanto, es uno de los discos de metal más cautivadores del año».

### Desempeño comercial
Yellow & Green debutó en la posición número 30 del Billboard 200 de Estados Unidos, con alrededor de 12 000 copias vendidas en su primera semana de lanzamiento. Se convirtió así en el debut con la posición más alta en la historia del sello Relapse Records. Para noviembre de 2015, el álbum había alcanzado las 57 000 unidades vendidas en ese país. Los sencillos «Take My Bones Away» y «March to the Sea» ingresaron en la lista Billboard Active Rock, alcanzando los puestos 35 y 37, respectivamente. Además, «Take My Bones Away» llegó al número 38 en la lista Mainstream Rock del mismo medio.

## Lista de canciones
Todas las canciones escritas y compuestas por John Dyer Baizley. 
| Disco 1: Yellow |                       |          |  |
| N.º             | Título                | Duración |  |
| 1.              | «Yellow Theme»        | 1:44     |  |
| 2.              | «Take My Bones Away»  | 4:59     |  |
| 3.              | «March to the Sea»    | 3:11     |  |
| 4.              | «Little Things»       | 5:03     |  |
| 5.              | «Twinkler»            | 3:16     |  |
| 6.              | «Cocainium»           | 5:08     |  |
| 7.              | «Back Where I Belong» | 6:15     |  |
| 8.              | «Sea Lungs»           | 3:21     |  |
| 9.              | «Eula»                | 6:47     |  |
| 39:44           |                       |          |  |

| Disco 2: Green |                                |          |  |
| N.º            | Título                         | Duración |  |
| 1.             | «Green Theme»                  | 4:22     |  |
| 2.             | «Board Up the House»           | 4:33     |  |
| 3.             | «Mtns. (The Crown & Anchor)»   | 4:17     |  |
| 4.             | «Foolsong»                     | 2:57     |  |
| 5.             | «Collapse»                     | 3:51     |  |
| 6.             | «Psalms Alive»                 | 4:08     |  |
| 7.             | «Stretchmarker»                | 3:23     |  |
| 8.             | «The Line Between»             | 5:02     |  |
| 9.             | «If I Forget Thee, Lowcountry» | 2:42     |  |
| 35:15          |                                |          |  |

## Créditos y personal
Créditos adaptados de AllMusic.
Baroness
- John Dyer Baizley — voz principal, guitarra, bajo, teclados, arte
- Pete Adams — guitarra, voces adicionales.
- Allen Blickle — batería, teclados.

Técnico
- John Congleton — producción, ingeniería de audio.
- Sean Kelly — ingeniería de audio.
- John Colangelo — técnico de batería.
- Alan Douches — masterización.

## Posicionamiento en listas
| Lista (2012)                          | Mejor posición |
| ------------------------------------- | -------------- |
| Austria (Ö3 Austria)                  | 28             |
| Bélgica (Ultratop flamenca)           | 59             |
| Bélgica (Ultratop valona)             | 124            |
| Países Bajos (Album Top 100)          | 52             |
| Finlandia (Suomen Virallinen Lista)   | 22             |
| Alemania (Offizielle Top 100)         | 13             |
| Italia (FIMI)                         | 99             |
| Suiza (Schweizer Hitparade)           | 66             |
| Reino Unido (UK Independent Albums)   | 9              |
| Reino Unido (UK Rock & Metal Albums)  | 3              |
| Estados Unidos (Billboard 200)        | 30             |
| Estados Unidos (Independent Albums)   | 8              |
| Estados Unidos (Top Hard Rock Albums) | 6              |
| Estados Unidos (Top Rock Albums)      | 8              |